# لوكي تيدجاموكتي
لوكي تيدجاموكتي مواليد 12 يونيو 1967، هي لاعبة كرة مضرب إندونيسية سابقة بدأت مسيرتها كمحترفة سنة 1989 وكانت تلعب باليد اليمنى. أعلى تصنيف لها في الفردي كان المركز الـ 418 في سنة 1991. أعلى تصنيف لها في الزوجي كان المركز الـ 314 في سنة 1991.

## الميداليات
| الميدالية | المسابقة                   |
| --------- | -------------------------- |
| برونزية   | دورة الألعاب الآسيوية 1990 |

## روابط خارجية
- لوكي تيدجاموكتي على موقع رابطة محترفات التنس (الإنجليزية)
- لوكي تيدجاموكتي على موقع الاتحاد الدولي لكرة المضرب (الإنجليزية)
- لوكي تيدجاموكتي على موقع خلاصة التنس.كوم (الإنجليزية)